# بهرام شفیع
بهرام شفیع (زادهٔ ۲۹ اردیبهشت ۱۳۳۵ در تهران – درگذشتهٔ ۱۷ مهر ۱۳۹۷ در تهران) گزارشگر، مجری و مدیر ورزشی اهل ایران بود. نام و چهرهٔ او با برنامهٔ هفتگی تلویزیونیِ ورزش و مردم که از دههٔ ۱۳۶۰ از شبکه یک پخش می‌شود، گره خورده است. همچنین، او ریاست فدراسیون هاکی ایران را از سال ۱۳۸۳ تا ۱۳۹۷، یعنی چهار دورهٔ متوالی، بر عهده داشت.

## زندگی
بهرام شفیع در سال ۱۳۳۵ در محلهٔ پامنار تهران به دنیا آمد. پدر وی کارمند وزارت دارایی بود. دوران ابتدایی به مدرسهٔ برزویه رفت و دوران متوسطه را در دبیرستان علوی تهران گذرانده است.
سید روح‌الله خمینی شوهرخاله وی بود.او خواهرزادهٔ خدیجه ثقفی، همسر روح‌الله خمینی بود.
او دارای کارشناسی علوم سیاسی از دانشگاه تهران بود و مدرک دورهٔ ارشد تهیه‌کنندگی و گزارشگری از اتحادیه رادیو تلویزیونی آسیا-اقیانوسیه (ABU) داشت.
شفیع از زمان جوانی به گزارشگری علاقه داشت و در دبیرستان و دانشگاه، علاوه بر بازی فوتبال، به گزارشگری نیز می‌پرداخت و در دوران جوانی بازیکن تیم فوتبال قصر یخ تهران بود.
پس از انقلاب ۱۳۵۷، همکاری خود را با سازمان صدا و سیما آغاز کرد و با شرکت در آزمون صدا و سیما در سال ۱۳۶۱ به استخدام رسمی این سازمان درآمد. او جزو نخستین نسل برنامه‌سازان ورزشی پس از انقلاب در تلویزیون بود. 

## درگذشت
بهرام شفیع در ۱۷ مهر ۱۳۹۷ دچار حملهٔ قلبی و به بیمارستان بهمن تهران منتقل شد. با این وجود تلاش پزشکی موفقیت‌آمیز نبود و وی بر اثر این حملهٔ قلبی در سن ۶۲ سالگی درگذشت.

## فعالیت تلویزیونی

### ورزش و مردم
وی پس از مدت اندکی از ورود به صدا و سیما همکاری خود را با برنامه ورزش و مردم آغاز کرد و از سال ۱۳۶۴ پس از ممنوع التصویر شدن مجید وارث بنیان‌گذار برنامه ورزش و مردم، اجرا و پس از مدتی تهیه کنندگی برنامه را برعهده گرفت که تا زمان مرگش نیز ادامه داشت. تضاد منافع ناشی از عهده داربودن همزمان ریاست فدراسیون هاکی، موجب شد شفیع نتواند پرسش گری و به چالش کشیدن مسئولین در برنامه ورزش و مردم را اجرا نماید و همین امر موجب افت شدید تعداد مخاطبین این برنامه شد؛ به‌طوری که ساعت پخش برنامه پس از سال‌ها از یکشنبه شب، به صبح جمعه و از صبح جمعه به جمعه شب تغییر یافت.

### گزارشگری
وی از همان ابتدا گزارش‌گری مسابقات فوتبال را نیز انجام می‌داد؛ اما با ورود گزارشگران جدید در دههٔ ۷۰ به تدریج از فعالیتش در این زمینه کاسته شد. آخرین گزارش فوتبال او دیدار ایران و کره شمالی در تاریخ ۱۳۸۴/۰۳/۱۳ در مقدماتی جام جهانی ۲۰۰۶ بود.

### دیگر برنامه‌ها
شفیع هم‌چنین به مناسبت‌های گوناگون ورزشی مانند المپیک و جام جهانی، ویژه برنامه‌هایی را تهیه می‌کرد.

## ریاست فدراسیون هاکی
وی با وجود نداشتن تجربه در زمینه مدیریت ورزشی در سال ۱۳۸۳ ریاست فدراسیون هاکی ایران را بر عهده گرفت.
در آذر ماه ۱۳۸۸ و ۱۳۹۲ با رای‌گیری دوباره در این سمت ابقا شد. در ششم دی ماه سال ۱۳۹۶ طبق قانون باید بازنشسته می‌شد و سازمان بازرسی کل کشور نسبت به ریاستش بر فدراسیون هاکی بارها به وزارت ورزش اخطار داد، اما با ارائه مجوز ایثارگری توانست مجوز حضور در انتخابات را دریافت و برای ۴ سال دیگر در این سمت ابقا شود.